# Biljana Plavšić
Biljana Plavšić (en serbi: Биљана Плавшић), és una antiga política i professora universitària sèrbia de Bòsnia, nascuda a Tuzla el 7 de juliol de 1930, a l'actual Bòsnia i Hercegovina. Presidenta de la Republika Srpska entre 1996 i 1998, va ser acusada i condemnada pel Tribunal Penal Internacional per a l'antiga Iugoslàvia (ICTY) de crims de guerra comesos durant la Guerra de Bòsnia, lliurant-se voluntàriament al tribunal i pactant una condema d'onze anys. Essent la política bosniana de més alt nivell condemnada mai per l'ICTY, va complir la seva condemna a Suècia i va ser alliberada el 27 d'octubre de 2009.